# Kontrewers
Kontrewers je malá obec na území Svatokřížského vojvodství ve středním Polsku (asi 21 km severně od hlavního města vojvodství Kielce). Nachází se na území Svatokřížských hor. Znovu osídlená obec měla neblahý osud za Druhé světové války, kdy byla vypálena nacisty. Po válce byla opět osídlena a dnes v ní žije zhruba 61 stálých obyvatel.

## Dinosauří stopy
V okolí obce se nachází významné paleontologické objevy v podobě fosilních otisků stop dinosaurů z období spodní jury (stáří asi 200 milionů let). Unikátní objevy petroglyfů v blízkosti stop naznačují, že o nich dobře věděli i dávní obyvatelé této oblasti a vymezovali se vůči nim v podobě tohoto skalního umění.